# 绍波尧伊·亚诺什
绍波尧伊·亚诺什，或亚诺什·绍波尧伊，又译佐波尧·亚诺什，约翰·扎波利亚等（英語：John Zápolya 或 John Szapolyai）（1490年-1540年7月22日），是1526年-1540年间的匈牙利国王（称亚诺什一世或约翰一世）。
绍波尧伊·亚诺什与奥地利大公斐迪南一世都宣称自己是匈牙利国王。1526年，第一次摩哈赤战役后，雅盖隆王朝的匈牙利国王拉约什二世战死，匈牙利王国三分。斐迪南与亚诺什分别统治西北部的哈布斯堡匈牙利王国与东部的匈牙利东部王国。亚诺什在加冕为王前是特兰西瓦尼亚总督。

## 童年
亚诺什是绍波尧伊·史蒂芬与他的第二任妻子切申的海德薇的长子。该家族是是一个古老的斯拉沃尼亚克族贵族家庭。他们的姓氏来自克罗地亚短语“Za Polje”（字面即“田野之后”）。继承兄弟绍波尧伊·艾米雷克的广袤遗产后，亚诺什的父亲在1487年跻身为王国内最富有的贵族之一。在迎娶皇帝马克西米利安一世的亲戚海德薇格后，扎波尧伊家族的威望达到了顶峰。
文献记载，匈牙利国王马加什一世于1490年4月6日逝世时，亚诺什还没有出生。但1491年9月颁发的一份宪章已经提到了亚诺什。这表明亚诺什大约出生在这两个日期之间。亚诺什出生在斯皮什城堡（现属斯洛伐克的斯皮什斯凱波德赫拉傑）。在当时，此地是绍波尧伊家族统治地区的核心。1497年，在一场匈牙利王国议会会议上，绍波尧伊家族的对手散播谣言，称斯蒂芬有意加冕他的儿子为国王。1499年，亚诺什和他的弟弟继承了他们父亲的领地。绍波尧伊家族的领地主要位于上匈牙利（现斯洛伐克），涵盖超过5个县。亚诺什能够熟练地运用拉丁语书写，这表明他接受了良好的教育。亚诺什的母亲，切申的海德薇切申尝试着说服时任匈牙利与波希米亚国王乌拉斯洛二世国王将独女安娜·雅蓋洛嫁给亚诺什，然而这项提议被拒绝了。

## 生平

### 士绅贵族的领袖
亚诺什在1505年开始参与政治事务。他首先担任了拉科什地方议会的议员。他推动议会于1505年10月13日通过一项法案：如果时任国王乌拉斯洛二世死后没有留下男性继承人，禁止议会选举外国人担任本国国王。该法案旨在为亚诺什继任为王夯实法律基础，但国王拒绝批准该条约，反而解散了议会。乌拉斯洛二世的弟弟，波兰国王齐格蒙德一世于当年6月来到匈牙利，意欲调解匈牙利王室和绍波尧伊家族之间的矛盾。1505年9月，神圣罗马皇帝马克西米利安一世对匈牙利宣战，理由是确保自己在1491年签署的普雷斯堡和约中的权益，该和约规定马克西米利安一世有权在乌拉斯洛二世死后继承匈牙利王位。亚诺什此时成为匈牙利军中的一名年轻将领。战争期间，乌拉斯洛与马克西米利安签署了一个秘密协议：马克西米利安的孙子斐迪南迎娶乌拉斯洛的女儿安妮。然而，乌拉斯洛的王后富瓦-坎代爾的安妮在7月生下了一个儿子，是为拉约什二世，战争也因而结束。
亚诺什与王室的矛盾使他成为了“民族党”的领袖。这个政治派别由反对哈布斯堡和乌拉斯洛二世的小士绅贵族组成。尽管议会最初拒绝承认襁褓之中的拉约什二世继位，但拉约什二世最后仍在1508年6月3日加冕为匈牙利国王。根据16世纪晚期历史学家米克洛什·伊斯特凡的记载，亚诺什试图说服乌拉斯洛二世将安妮公主嫁给他，但国王再次拒绝了他。亚诺什的妹妹绍波尧伊·芭芭拉于1512年嫁给了波兰国王齐格蒙特一世，这在短时间内进一步提升了绍波尧伊家族的影响力，直到芭芭拉于1515年逝世。

### 特兰西瓦尼亚总督

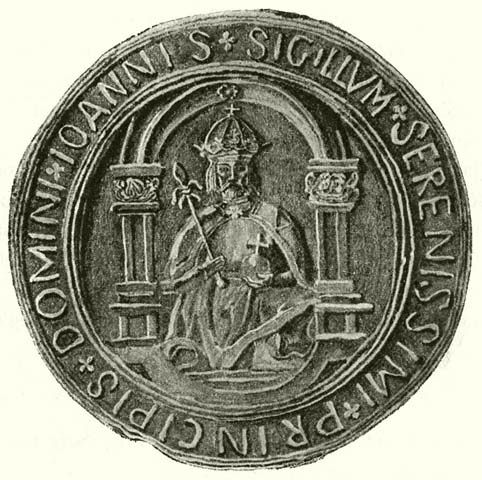
绍波尧伊王朝印玺

乌拉斯洛二世于1510年11月8日任命绍波尧伊·亚诺什为特兰西瓦尼亚总督和塞凯伊伯爵。亚诺什于次年3月搬到到特兰西瓦尼亚的克卢日-纳波卡（现属罗马尼亚）。1511年4月，奥斯曼土耳其开始侵占匈牙利王国的南部边境。亚诺什定期召开与“特兰西瓦尼亚三国”代表的议会。他还是塞凯伊人的仲裁者。
乌拉斯洛的弟弟，波兰国王齐格蒙特一世与亚诺什妹妹芭芭拉的婚事极大提升了亚诺什的威信。亚诺什带领800名身着金甲的骑士护送芭芭拉进入波兰，展现了他的财富。1513年夏季，亚诺什对奥斯曼属保加利亚进行了一次劫掠，之后返回了特兰西瓦尼亚，粉碎了一个发生在锡比乌（现罗马尼亚）的叛乱，并迫使当地居民交一笔额外的税。
埃斯泰尔戈姆總教區總主教托马斯·巴科茨于1514年4月9日号召对奥斯曼帝国发动十字军圣战。尽管领主们尝试着阻止，仍有大约40000名农民参加这一东征计划，并聚集在佩斯附近。亚诺什在5月初再次对保加利亚发动攻势。一只由农奴组成的部队也从佩斯出发侵入奥斯曼帝国。行军过程中这些军队洗劫了附近的贵族庄园和领地，许多村民拒绝支付税收和关税。5月22日，国王和總主教下令解散这些农奴，但他们拒绝服从。这些农奴控制了多瑙河和蒂萨河流域南部的低地，杀害了许多当地贵族。其中一只主要农奴部队的指挥官是捷尔吉·多萨，他发动对泰梅什堡（现属罗马尼亚）的围攻，该城由斯蒂芬·巴托里带兵镇守。亚诺什不得不结束对奥斯曼的作战来救援泰梅什堡。他的军队在7月15日击溃了这支农奴部队。
叛军的领导人都被残忍地折磨致死。多萨被迫坐在一个烧的通红的铁“王座”上，并戴上一个烧的通红的铁“王冠”。他的同党被迫在受刑前吃他的肉。10月，议会剥夺了农民自由迁徙的权利，并强迫他们每周无偿为领主工作一天。议会同时赞扬绍波尧伊·亚诺什为“王国的解放者”，征收每户农民20第纳尔以奖励他。许多绍波尧伊的支持者被选入王家议会，而他的朋友考洛乔總教區總主教額我略·弗兰科潘则成了新任王国首相。但前首相埃斯泰尔戈姆總教區總主教乔治·萨特马里仍然对绍波尧伊抱有敌意。
1515年4月，绍波尧伊，斯蒂芬·巴托里，艾米雷克·托罗和迈克尔·帕克赛的部队开启对奥斯曼要塞泽诺夫的围城战。这是一个邻近贝尔格莱德的堡垒。然而， 锡南帕夏带领奥斯曼守军击退了联军。这次军事行动的失败削弱了绍波尧伊的地位。

### 匈牙利国王
1526年， 奥斯曼帝国在摩哈赤战役中击溃了匈牙利军队，匈牙利国王拉约什二世战死。其时，绍波尧伊的大军正在前往战场途中，但却没有参加战斗，原因不明。奥斯曼攻陷匈牙利首都布达，并占领了斯雷姆，然后撤出了匈牙利。由于拉约什二世没有留下合法子嗣，随后的三个月内，匈牙利陷入了权力的真空，政治权力机构处于崩溃状态，但奥斯曼土耳其人却没有在当地建立统治。
此时出现了两位王位的有力竞争者。其一是绍波尧伊·亚诺什：他是特兰西瓦尼亚总督，匈牙利国内最显赫的贵族，并领导着一支完好无缺的军队。其二则是奥地利大公斐迪南：他是拉约什二世的连襟，也是神圣罗马皇帝查理五世的弟弟，他声称匈牙利的王位应由哈布斯堡王朝继承。

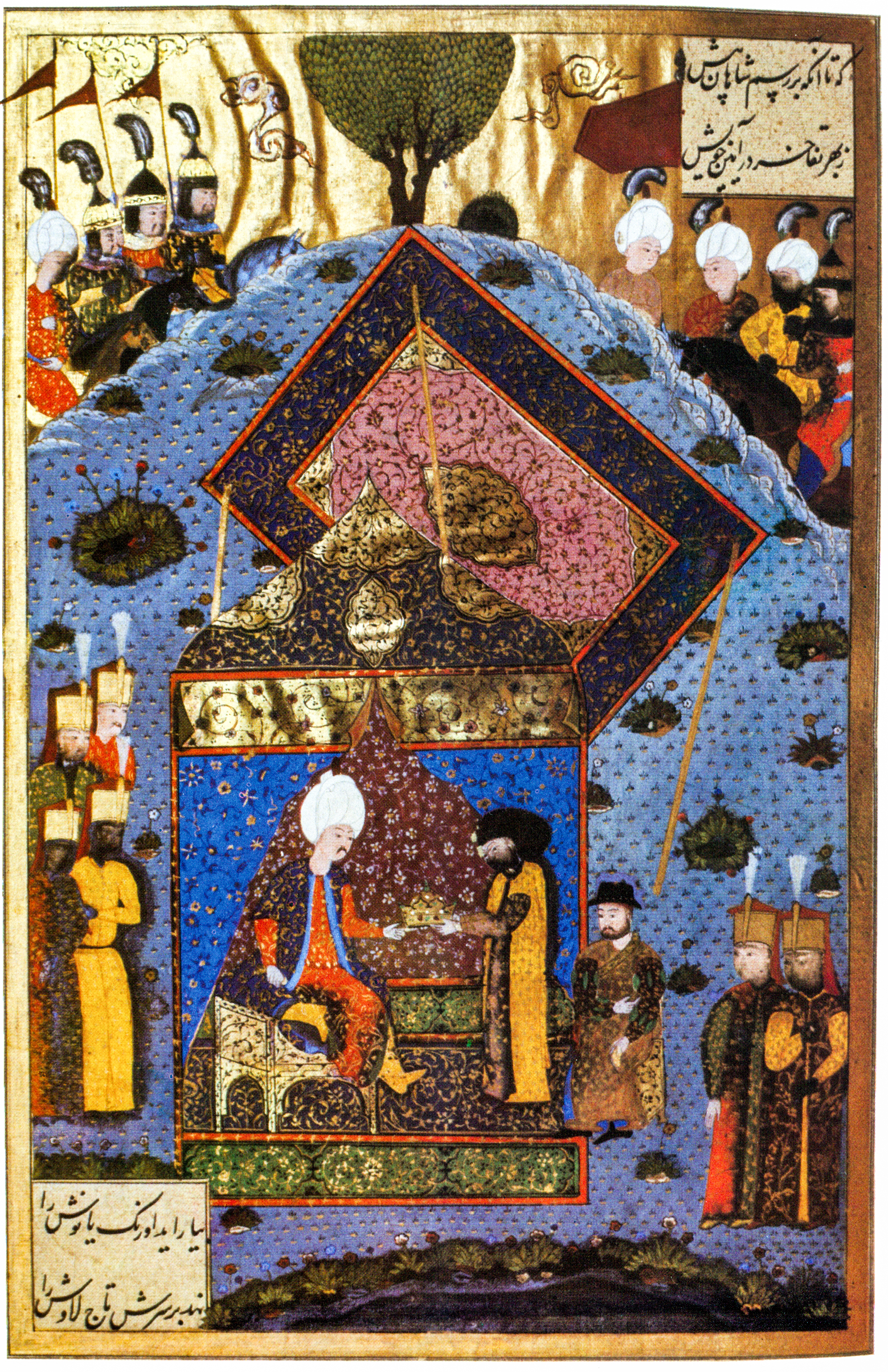
奥斯曼苏丹苏莱曼一世将圣史蒂芬王冠交还予绍波尧伊·亚诺什。

大多数匈牙利的小士绅贵族支持绍波尧伊，他是他们十五年来的政治领袖。他享有狂热的支持——许多支持他的小贵族并不求回报。王国内绝大多数竞争者都战死在摩哈赤：雅盖洛王朝匈牙利分支已经绝嗣，其他哈布斯堡王朝的支持者也被屠杀。匈牙利国内的大贵族（如大地主和男爵）则支持斐迪南，他们聚集在普雷斯堡选举斐迪南为新任匈牙利国王。许多历史学家认为，促使大多数匈牙利贵族选择斐迪南的原因是他们原先相信哈布斯堡的实力可以帮助匈牙利抵御奥斯曼帝国。匈牙利已经抵御奥斯曼帝国的入侵超过一个世纪，然而1526年的失败使贵族们意识到一点，即哈布斯堡王朝极少提供切实的帮助。1526年夏天，神圣罗马皇帝查理五世与法国国王弗朗索瓦一世之间再度开战更令哈布斯堡的援助显得不切实际。王位的争夺造成了一个问题，即绍波尧伊的匈牙利不仅要抵御奥斯曼帝国的再度入侵，还要提防来自西方（即奥地利）的攻击。
由此，绍波尧伊·亚诺什无视了对手及其支持者的抗议，在1526年11月11日于塞克什白堡正式加冕为匈牙利国王，称亚诺什一世。
在随后的9个月中，匈牙利恢复了和平。亚诺什一世极力恢复国家的威信。他运用巨额的财富和小贵族的支持推行他的国内政策。 但是，他在关键的外交领域遭受失败。他寻求与哈布斯堡的和解，以便形成一个对抗奥斯曼的联盟。但奥地利大公斐迪南已在1526年12月于普雷斯堡加冕为匈牙利国王，并拒绝和解。绍波尧伊的特使出使欧洲各国以寻求支持，但除了法国，没有任何国家支持亚诺什一世。即使是法国的支持也显得毫无意义，因为弗朗索瓦一世的意图不是调解匈牙利和哈布斯堡王朝的矛盾，而是将匈牙利拖入对查理五世的战争。

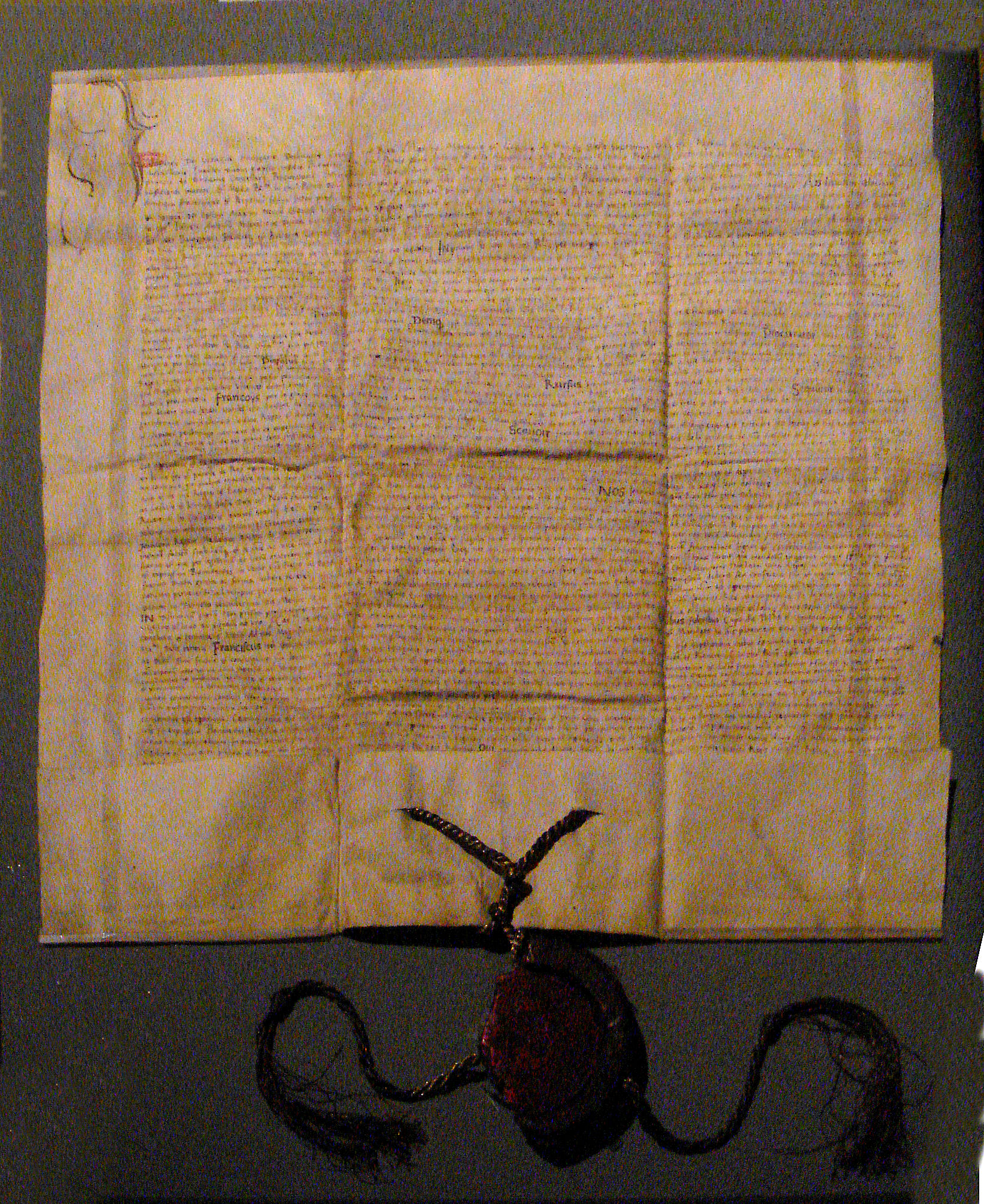
法-匈联盟条约，1529年签署。

1527年夏天，欧陆政治均衡被打破。神圣罗马皇帝的雇佣军攻占罗马，迫使法国的主要盟友教宗克勉七世投降。这使得刚刚于1526年末加冕为波希米亚国王的斐迪南能够从他哥哥的对法战争中腾出手来对付匈牙利。他判断，既无法抵御奥斯曼帝国，又不愿受哈布斯堡王朝统治的匈牙利很可能会与奥斯曼结盟以抵御奥地利与波希米亚。因此，使用武力攻陷匈牙利，以确保奥地利和波希米亚不受奥斯曼威胁是有必要的。
1527年7月，斐迪南的德意志雇佣军进入匈牙利。出兵时刻经过了精心挑选：亚诺什一世的部队正在匈牙利南部各郡镇压叛乱。事实上，正是斐迪南的势力煽动这些斯拉夫农民发动叛乱。叛军的领导是被称作“黑人”的约万·内纳德。斐迪南的军队迅速攻陷了布达，迫使亚诺什一世匆忙回军救援。9月27日，在邻近托卡伊地区爆发的陶尔查战役，亚诺什一世的军队遭受了一场血腥的惨败。
1528年，亚诺什一世逃到波兰，客居在扬·阿莫尔·塔瑙斯基亲王的宫廷。
1529年，亚诺什一世开始寻求奥斯曼帝国的支持，并提议使匈牙利成为奥斯曼的附庸国，以换取他重夺王位。苏莱曼一世接受了提议，派遣奥斯曼军队入侵奥地利（其中包括第一次维也纳围城战），战争一直持续到1533年。由此，亚诺什一世在1529年恢复了对匈牙利的统治，埃斯泰尔戈姆總教區總主教乔治·马提努兹不顾背上通敌奥斯曼的罪名，支持亚诺什一世，并成为了亚诺什最信任的财政大臣。
1533年，奥斯曼帝国与斐迪南达成停战协定，奥斯曼同意割让西匈牙利给奥地利。斐迪南着手谋取亚诺什一世控制的匈牙利其余部分。1538年，双方签署《奥拉迪亚条约》，规定如果绍波尧伊·亚诺什无嗣而终，斐迪南有权继承匈牙利的王位。
然而，亚诺什一世于1539年迎娶了波兰公主伊莎贝拉·雅盖隆。一年后，即1540年，他们的儿子绍波尧伊·亚诺什·齐格蒙德出生。九天后，亚诺什一世于塞貝什逝世。